# Nuncjatura apostolska na Trynidadzie i Tobago
Nuncjatura apostolska na Trynidadzie i Tobago – misja dyplomatyczna Stolicy Apostolskiej na Trynidadzie i Tobago. Siedziba nuncjusza apostolskiego mieści się w Port-of-Spain.
Nuncjusz apostolski w Trynidadzie i Tobago jest również akredytowany przy rządach:
- Antigui i Barbudy (od 1987)
- Bahamów (od 1980)
- Belize (1984–1998 oraz od 2018)
- Dominiki (od 1981)
- Jamajki (od 1980)
- Grenady (od 1985)
- Gujany (od 1997)
- Saint Kitts i Nevis (od 1999)
- Saint Lucia (od 1985)
- Saint Vincent i Grenadyn (od 1991)
- Surinamu (od 1994)
- Barbadosu (od 1980)

Od 1980 pełni również funkcję delegata apostolskiego Antyli – łącznika z Kościołem na terytoriach zależnych w regionie. Misja delegata obejmuje następujące terytoria zależne: Anguilla, Aruba, Bonaire, Sint Eustatius, Saba, Brytyjskie Wyspy Dziewicze, Kajmany, Curaçao, Gwadelupa, Martynika, Montserrat, Saint-Barthélemy, Saint-Martin, Sint Maarten, Turks i Caicos oraz Amerykańskie Wyspy Dziewicze.

## Historia
Nuncjatura apostolska na Trynidadzie i Tobago powstała w 1978. Pierwszego nuncjusza rezydującego w tym państwie powołał papież Jan Paweł II w 1980.
W Belize dyplomaci papiescy akredytowani są od 1984. Początkowo byli to pronuncjusze reprezentujący Stolicę Apostolską w państwach Antyli. W latach 1998–2018 kontakty dyplomatyczne z Belize były w gestii nuncjuszy apostolskich w Salwadorze. Od 2018 kontakty z tym państwem utrzymuje nuncjusz apostolski na Trynidadzie i Tobago.

## Szefowie misji dyplomatycznej Stolicy Apostolskiej na Trynidadzie i Tobago

### Pronuncjusze apostolscy
- abp Paul Fouad Tabet (1980–1984) Libańczyk
- abp Manuel Monteiro de Castro (1985–1990) Portugalczyk
- abp Eugenio Sbarbaro (1991–2000) Włoch

### Nuncjusze apostolscy
- abp Emil Paul Tscherrig (2000–2004) Szwajcar
- abp Thomas Gullickson (2004–2011) Amerykanin
- abp Nicola Girasoli (2011–2017) Włoch
- abp Fortunatus Nwachukwu (2017–2021) Nigeryjczyk
- abp Santiago De Wit Guzmán (od 2022) Hiszpan